# ARA Cabo de Hornos (B-5)
El ARA Cabo de Hornos (B-5) es uno de los tres cargueros de la clase Costa Sur del Comando de Transportes Navales de la Armada Argentina. Se encuentra en situación de retiro luego servir de 1979 a 2019.

## Historia
A fines de los años setenta, los buques de Transportes Navales en servicio estaban llegando al fin de su vida útil, por lo que se autoriza por Decreto del 3 de octubre de 1975 a construir tres barcos de carga para el servicio de la Costa Sur. Las mismas fueron encargadas a los Astilleros Príncipe, Menghi y Penco.
Dispone de las siguientes características: 1 pluma de 1,5 t; 3 grúas "Liebherr", 1 de 5 t, para bodega N.º 1 y 2 de 12,5 t cada una, y para bodegas N.º 2 y 3 (Hasta 25 t en géminis). Máxima carga a granel 6300 t. Volumen de carga 9856 m³.
Entre 1981 y 1982, trasladó desde Francia hacia Argentina a los nuevos aviones Super Etendard de la Armada Argentina.
Durante la guerra de las Malvinas brindó apoyo logístico desde los puertos de Santa Fe, Buenos Aires y Mar del Plata a los de Puerto Deseado y Punta Quilla.
En 1992, transportó tropas, vehículos y armamento del Ejército Argentino a Yugoslavia, el cual inició allí su participación en la misión UNPROFOR de Naciones Unidas.
En 2011, realizó una campaña de Sostén Logístico Móvil, en donde transportó material de la Armada y el Ejército Argentino entre los puertos de Buenos Aires, Puerto Belgrano, Ushuaia y Puerto Madryn.
A mediados de 2012, se inició una serie de trabajos de mantenimiento del casco del buque.
El 16 de enero de 2019, el jefe del Estado Mayor General de la Armada dispuso el retiro del buque. El 24 de septiembre de 2020, el presidente de la Nación facultó al Estado Mayor su enajenación. Al 24 de abril de 2025 el buque se encuentra amarrado esperando su desguace.